# Ojo de Agua o Palma Cuata
Ojo de Agua o Palma Cuata es una comunidad en el municipio de Acatlán de Pérez Figueroa. Acatlán de Pérez Figueroa está a 80 metros de altitud. 

## Geografía
Está ubicada a 18° 15' 45.36" latitud norte y 96° 17' 25.44" longitud oeste.

## Población
Según el censo de población de INEGI del 2010: la comunidad cuenta con una población total de 422 habitantes, de los cuales 213 son mujeres y 209 son hombres. Del total de la población 3 personas hablan alguna lengua indígena.

## Ocupación
El total de la población económicamente activa es de 188 habitantes, de los cuales 132 son hombres y 56 son mujeres.